# Gilles Marchand (écrivain)
Pour les articles homonymes, voir Gilles Marchand et Marchand.
Gilles Marchand, né en 1976 à Bordeaux, est un écrivain et éditeur français.

## Biographie
Gilles Marchand est né en 1976 à Bordeaux.
En 2010, il participe à l'appel à textes du recueil CapharnaHome des éditions Antidata, est sélectionné, publie l'année suivante un recueil personnel dans la même maison, et devient ensuite un contributeur régulier des anthologies thématiques Antidata. Après quelque temps, il rejoint Olivier Salaün comme animateur permanent de l'éditeur associatif.
Son premier roman, Le Roman de Bolaño en 2015, écrit en collaboration avec le critique littéraire et auteur Éric Bonnargent, éveille la curiosité de la critique par sa structure inhabituelle, roman épistolaire dans lequel les deux auteurs s'emparent chacun d'un personnage, développant une correspondance mystérieuse autour du romancier Roberto Bolaño,,.
Son premier roman solo, Une bouche sans personne, publié Aux Forges de Vulcain en 2016, attire l'attention des libraires (il est notamment sélectionné parmi les « Talents à suivre » par les libraires de Cultura, finaliste du prix Hors Concours, et remporte le prix des libraires indépendants « Libr’à Nous » en 2017) et de la presse, en proposant le curieux récit, le soir dans un café, d'un comptable le jour expliquant à ses amis pourquoi il porte en permanence une écharpe pour cacher une certaine cicatrice,,.
Il a été batteur dans plusieurs groupes de rock et a écrit des paroles de chansons. Il est également rédacteur au Who's Who, et chroniqueur littéraire au sein du webzine k-libre.

## Œuvres

### Romans, novellas et recueils
- Dans l'attente d'une réponse favorable – 24 lettres de motivation, nouvelles, Antidata, 2011
- Green Spirit, novella postale, illustrations Aliona Ojog, Zinc éditions, 2011
- Les Évadés du musée, novella postale jeunesse, illustrations Éloïse Oddos, Zinc éditions, 2011
- (avec Éric Bonnargent) Le Roman de Bolaño, roman, Le Sonneur, 2015[11]
- Blup, roman en six chapitres et six sous-bocks, Zinc éditions, 2015
- Une bouche sans personne, roman, Aux forges de Vulcain, 2016[12]
- Un funambule sur le sable, roman, Aux forges de Vulcain, 2017
- Des mirages plein les poches, nouvelles, Aux forges de Vulcain, 2018
- Requiem pour une apache, roman, Aux forges de Vulcain, 2020
- Le Second Souffle, roman jeunesse (écrit avec Jennifer Murzeau), Rageot éditeur, 2021
- Le Soldat désaccordé, roman, Aux forges de Vulcain, 2022

### Nouvelles
- Une odeur de soupe, in CapharnaHome, Antidata, 2010
- Un café et une guitare, in Douze cordes, Antidata, 2010
- We wish you, in Tapage nocturne, Antidata, 2011
- Les chaussures qui courent vite, in Temps additionnel, Antidata, 2012
- Deux demi-truites, in Version originale, Antidata, 2012
- Le Premier Tour, in Jusqu'ici tout va bien, Antidata, 2013
- 90 Watt, in Terminus, Antidata, 2015
- Syllogomanie de proximité, in Parties communes, Antidata, 2016
- En homme responsable, in Petit ailleurs, Antidata, 2017
- Le Fil, in Des Mirages plein les poches, Aux Forges de Vulcain, 2018
- Mon bateau, in Des Mirages plein les poches, Aux Forges de Vulcain, 2018
- Désordre de Beatles, in Des Mirages plein les poches, Aux Forges de Vulcain, 2018
- Rappel, in Des Mirages plein les poches, Aux Forges de Vulcain, 2018
- Adieux pneumatiques, in Des Mirages plein les poches, Aux Forges de Vulcain, 2018

## Récompenses
- Une bouche sans personne :
  - Prix des libraires indépendants « Libr’à Nous » 2017[13] ;
  - Prix Points du meilleur roman 2018[14].
- Des mirages plein les poches : Prix du premier recueil de la SGDL 2018[15]
- Le Second Souffle : Prix Izzo 2022
- Le Soldat désaccordé :
  - Prix Eugène Dabit du roman populiste 2023[16] ;
  - Prix Naissance d'une œuvre 2023[17] ;
  - Prix des libraires 2023[18];
  - Prix littéraire régional Inner Wheel 2022-2023[19];
  - Prix de La Boétie 2023[20];
  - Prix Naissance d'une œuvre 2023[21];
  - Prix Libraires en Seine Corinne-Kim 2023[22];
  - Prix des Lecteurs du Livre de Poche catégorie Littérature 2024 (pour la réédition de 2024 au Livre de poche)[23].